# Zaglik
Zaglik (azerbajdzjanska: Zəylik, armeniska: Zeylik’, Զեյլիք, Զագլիկ) är en ort i Azerbajdzjan.   Den ligger i distriktet Tərtər Rayonu, i den centrala delen av landet, 280 km väster om huvudstaden Baku. Zaglik ligger 836 meter över havet och antalet invånare är 200.
Terrängen runt Zaglik är huvudsakligen kuperad, men söderut är den bergig. Zaglik ligger nere i en dal. Runt Zaglik är det ganska glesbefolkat, med 32 invånare per kvadratkilometer.. Närmaste större samhälle är Heyvalı, 3,8 km sydost om Zaglik. 
I omgivningarna runt Zaglik växer i huvudsak blandskog.